# ماك هولينز
ماك هولينز (بالإنجليزية: Mack Hollins)‏ هو لاعب كرة قدم أمريكية أمريكي، ولد في 16 سبتمبر 1993 في روكفيل في الولايات المتحدة.

## وصلات خارجية
- ماك هولينز على موقع مرجع كرة القدم المحترفة.كوم (الإنجليزية)